# MHC-II
Il complesso di geni MHC di classe II assieme a quello di classe I e a molti altri  è parte del complesso maggiore di istocompatibilità (MHC) è implicato nel riconoscimento degli antigeni da parte del sistema immunitario. Nello specifico questa proteina si occupa di mostrare alle difese dell'organismo gli antigeni provenienti dallo spazio extracellulare al contrario di quanto fa l'MHC di classe I che mostra invece lo spazio intracellulare.

## Struttura

Struttura di una molecola MHC di seconda classe

Le molecole MHC di classe II sono composte da due catene legate non covalentemente: una catena α (di 32-34 kD) e una catena β (di 29-32 kD) entrambe codificate dal MHC. Nel complesso sono proteine transmembrana e quindi costituite da una porzione extracellulare, un segmento idrofobo che attraversa la membrana e una coda citoplasmatica. La tasca è costituita dai segmenti N-terminali α1 e β1 comprendenti ciascuno un'α-elica e 4 filamenti antiparalleli che nel complesso formano un foglietto β formato da 8 filamenti con appoggiate sopra le due α-eliche. È in questa sede che sono presenti i residui amminoacidici polimorfici (il polimorfismo maggiore si riscontra in β1). La larghezza della tasca può ospitare peptidi con 30 amminoacidi o più. Seguono, nella porzione extracellulare, i due segmenti α2 e β2 costituiti da un dominio Ig dei quali il secondo si lega con il CD4 presente sul linfociti T. Le catene α di un locus si legano con le catene β codificate dallo stesso locus e meno frequentemente con quelle codificate da altri loci.
Come per la molecola MHC di classe I, anche quella di classe II è completamente assemblata con il legame del peptide che stabilizza il tutto e impedisce che vengano espresse MHC "vuote".

## Struttura dei geni

Organizzazione genica del MHC

I geni che codificano per le molecole MHC di classe II sono contenuti nella regione di classe II del locus MHC. In questa regione sono presenti i 3 loci HLA-DP, HLA-DQ e HLA-DR ognuno dei quali costituito dai due geni A e B che codificano per le catene. Ogni coppia di catena che si forma proviene prevalentemente dallo stesso locus (HLA-DPA e HLA-DPB) e più raramente da loci diversi (ad esempio HLA-DPA e HLA-DQB).

## Espressione
L'espressione dell'MHC-II distingue 2 tipi cellulari: ad espressione costitutiva e inducibile.
Alla prima categoria appartengono principalmente:
- le cellule presentanti l'antigene o APC (cellule dendritiche, linfociti B e macrofagi);
- cellule epitaliali timiche (l'utilità è quella di permettere la selezione positiva verso linfociti CD4+ o CD8+ maturi).

Ad espressione inducibile invece sono:
- linfociti T;
- granulociti eosinofili;
- fibroblasti;
- epiteliociti;
- endoteliociti;
- granulociti neutrofili.

L'induzione della trascrizione dei geni MHC-II è mediata dal fattore di trascrizione CIITA. Se questo manca congenitamente si ha una grave immunodeficienza detta sindrome del linfocita nudo.

## Sintesi e presentazione degli antigeni
La sintesi avviene nel reticolo endoplasmatico rugoso ad opera dei ribosomi locali. Qui vengono sintetizzati i 2 monomeri alfa e beta e la catena invariante Ii prende il posto del peptide per stabilizzare il complesso. Intanto la fagocitosi dell'antigene ha prodotto delle vescicole (endosomi) contenenti peptidi che possono essere legate alle MHC. La fusione di vescicole contenenti MHC e gli endosomi causa la degradazione di Ii e il legame peptide-MHC. Il complesso così formato ora può migrare in membrana.